# モルディビアン航空
モルディビアン航空（モルディビアンこうくう）は、モルディブ、マレを拠点とするアイランド・アビエーション・サービス社の航空部門であり、モルディブのフラッグ・キャリア。離島間サービスだけでなく、国際線も運行している。ハブ空港はヴェラナ国際空港。

## 歴史
2009年4月23日、政府はアイランド・アビエーション・サービス株式会社を大統領令により設立した。株式はモルディブ政府が100パーセントを保有していた。この航空会社は 航空会社はデ・ハビランド・カナダ DHC-8とドルニエ228の2週類の航空機を国内線で使用して事業を開始した。2008年1月26日にインド、ティルヴァナンタプラムへの定期便で国際線の運航を開始した。2008年8月25日、アイランド航空サービスの航空会社部門はモルディビアン航空に変更された。

## 就航都市

### 国際線
2025年7月時点でのモルディビアン航空の就航地は以下の通り 。ただしコードシェア便による就航路線は含まない。自社国際路線を開設しているモルディブ国内の空港はヴェラナ国際空港（マレ）、ガン国際空港（ガン島）である。
| 国・地域   | 都市                   | 空港名                   | 3レター |
| ---------- | ---------------------- | ------------------------ | ------- |
| 中国       | 上海                   | 上海浦東国際空港         | PVG     |
| 中国       | 北京                   | 北京首都国際空港         | PEK     |
| 中国       | 成都                   | 成都天府国際空港         | TFU     |
| インド     | ティルヴァナンタプラム | トリヴァンドラム国際空港 | TRV     |
| インド     | コチ                   | コーチン国際空港         | COK     |
| インド     | バンガロール           | ケンペゴウダ国際空港     | BLR     |
| マレーシア | クアラルンプール       | クアラルンプール国際空港 | CMB     |

### 国内線
- マーレ - ヴェラナ国際空港 ハブ
- アッドゥ環礁 - ガン国際空港
- バー環礁 - ダラヴァンドゥ空港
- ガーフアリフ環礁 - クッードゥ空港
- ガーフダール環礁 - カーデッドゥ空港
- ナビヤニ環礁 - フヴァムラ 空港
- ハーダール環礁 - ハニマードゥ国際空港
- ラーム環礁 - カッドゥー空港
- ラー環礁 - イフル空港 [8]
- ター環礁 - ティマラフシ空港 [9]
- ダール環礁 - クダフワドゥ空港

運営するリゾート - モルディブ水上飛行機
- Raa Atoll - クダフシアイランドリゾート
- バー環礁 - アナターラ・キハヴァフラヴァリ
- バー環礁 - フォーシーズンズプライベートアイランド
- バー環礁 - バッカルアイランドリゾート （2017年12月に営業開始）
- バー環礁 - Hirundu Isand Resort （2018年半ばに操業開始）
- ヌーヌ環礁 - ロビンソンクラブヌーヌ （2017年12月に営業開始）
- ダール環礁 - ニヤーマプライベートアイランド
- ダール環礁 - カンディマアイランドリゾート
- ダール環礁 - ドアーズアイランドリトリート
- ダール環礁 - マーガウアイランドリゾート （2018年半ばに操業開始）
- ター環礁 - マリフシアイランドリゾート

## 保有機材

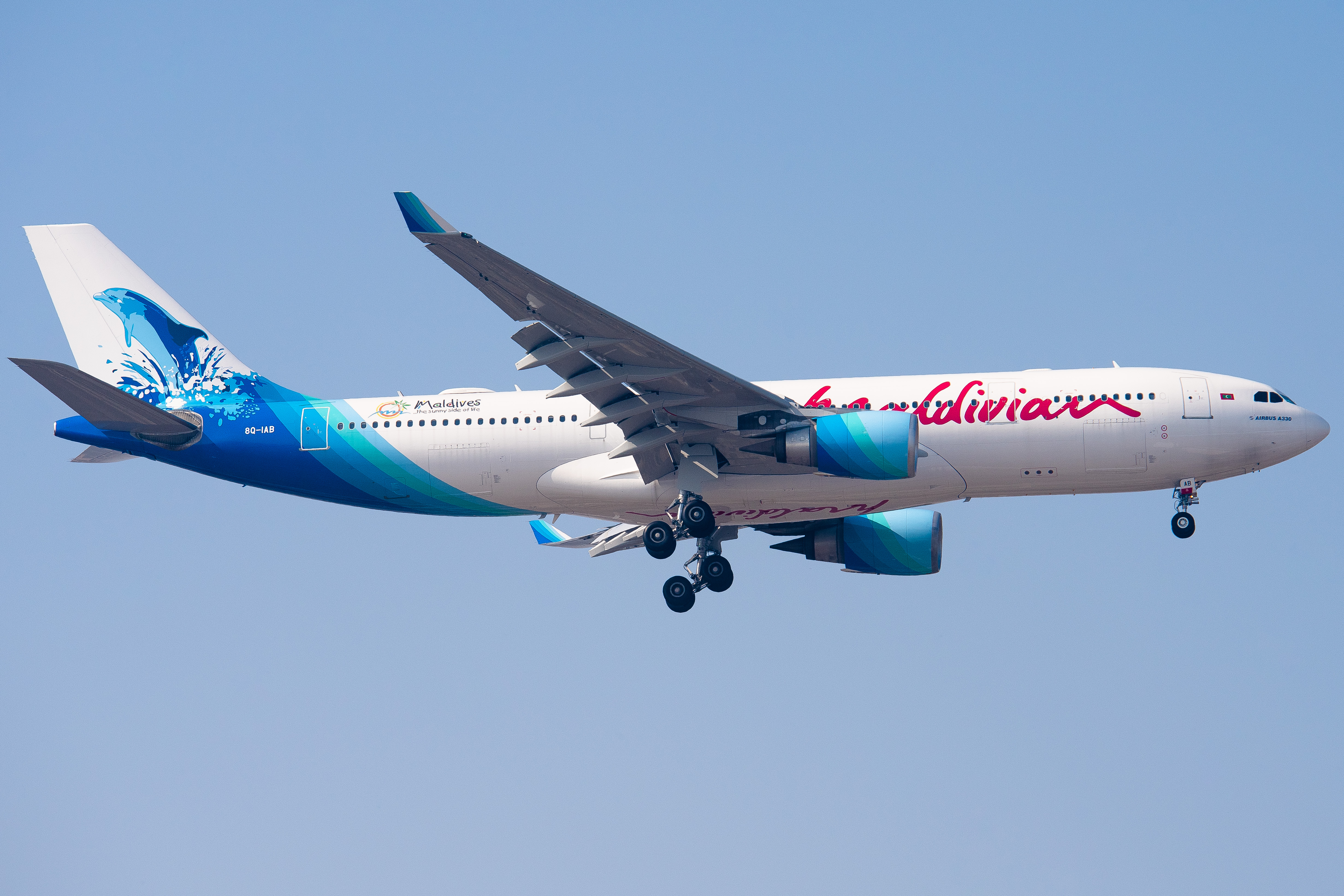
エアバスA330-200

2024年8月時点でモルディビアン航空が保有する航空機は以下の通り 
| 航空機                                                    | 機材数 | 発注数 | コンフィグ | コンフィグ | コンフィグ | 備考 |
| 航空機                                                    | 機材数 | 発注数 | C          | Y          | 合計       |      |
| --------------------------------------------------------- | ------ | ------ | ---------- | ---------- | ---------- | ---- |
| エアバス A320-200                                         | 1      | -      | 14         | 138        | 152        |      |
| エアバス A330-200                                         | -      | 1      | -          | -          | 335        |      |
| ボンバルディア ダッシュ 8 Q200                            | 2      | -      | 0          | 37         | 37         |      |
| ボンバルディア ダッシュ 8 Q300                            | 7      | 0      | 0          | 50         | 50         |      |
| デ・ハビランド・カナダ DHC-6 ツイン・オッターシリーズ 300 | 11     | 0      | 0          | 15         | 15         |      |
| ATR42-600                                                 | 1      | 1      | 0          | 46         | 46         |      |
| ATR72-600                                                 | 2      |        | 0          | 70         | 70         |      |
| 合計                                                      | 20     | 3      |            |            |            |      |

## 機体デザイン

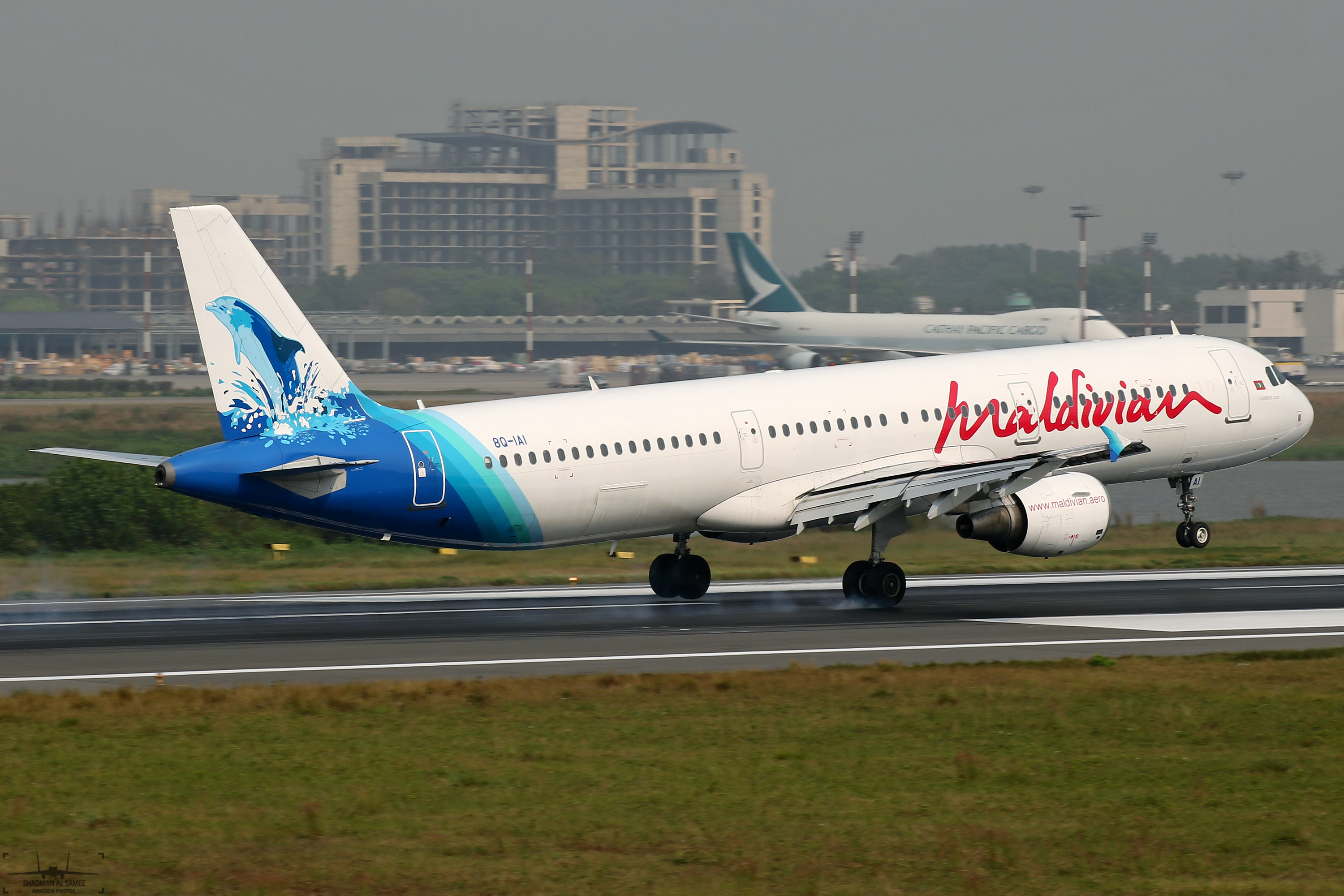
尾翼にイルカが描かれているモルディビアン航空機

最初の機体デザイン（アイランド・アビエーション）は、2匹のイルカと2匹のマグロが描かれた波模様であった。ロゴは尾翼の中央に配置された。現在はデザインが変更され、無地の胴体への波模様の廃止、そして2匹のイルカが尾翼から飛び出すように描かれた青い波模様の追加が行われた。ロゴにイルカが選ばれたのは、イルカがモルディブの海でよく見かけられる動物であり、その親しみやすさが会社の理念と一致していたからである。

## その他の業務
2019年7月現在、アイランド・アビエーション・サービス社はモルディブのすべての商用空港で次の業務を提供している。
- ラウンジ運営
- 機体整備
- 地上管制
- 航空管制
- 飛行場の運用

## ラウンジ
アイランド・アビエーション・サービス社はモルディブで3つのラウンジを運営している。マレのムーニママラウンジと、ハニマードゥとダラヴァンドゥーにある、カシマーラウンジである。